# Yavuz Aygün
Yavuz Aygün (* 27. Juli 1996 in Arsin) ist ein türkischer Fußballtorhüter.

## Karriere
Aygün begann hier mit dem Vereinsfußball in der Jugend von Trabzonspor. Nachdem er von 2009 bis 2013 für den Nachwuchs von 1461 Trabzon, dem des Zeitvereins Trabzonspor, aktiv gewesen war, kehrte er 2013 wieder in die Nachwuchsabteilung von Trabzonspor zurück. Von Trabzonspor erhielt er im Sommer Profivertrag und wurde als 3. Torhüter Teil der Profimannschaft. Sein Profidebüt gab er am 19. Mai 2016 in der Erstligapartie gegen Kasımpaşa Istanbul.
In der Sommertransferperiode 2016 wurde er an den Zweitligisten Göztepe Izmir abgegeben und von diesem für die Rückrunde der Saison 2018/19 an Yeni Orduspor ausgeliehen.